# Andronico di Rodi
Andronico di Rodi (in greco antico: Ἀνδρόνικος ὁ Ῥόδιος?, Andrónikos ho Rhódios; in latino Andronicus Rhodius; Rodi, 100 a.C. circa – dopo il 20 a.C.) è stato un filosofo greco antico.

## Biografia
Vissuto nel I secolo a.C., fu un filosofo peripatetico che per primo introdusse l'analisi filologica nell'ambito del Peripato, di cui fu decimo scolarca dal 78 al 47 a.C. dopo Aristotele. Riordinò tra il 40 e il 20 a.C. l'edizione critica delle opere acroamatiche di Aristotele e di quelle del suo successore Teofrasto. 

### La biblioteca di Aristotele
Alla morte di Teofrasto, la biblioteca di Aristotele fu ereditata da Neleo, discepolo dello Stagirita e di Teofrasto, il quale ne trasferì il contenuto a Scepsi, nella Troade, sua patria. I manoscritti furono nascosti in un sotterraneo per sfuggire ai re di Pergamo e di Alessandria che volevano entrare in possesso delle opere di Aristotele. Qui rimasero fino al I secolo a.C. quando il bibliofilo Apellicone di Teo li scoprì e li riportò ad Atene. Quando Silla conquistò la città, gli scritti furono trasferiti a Roma e Andronico ricevette il compito di catalogarli. L'opera fu iniziata da Tirannione il Vecchio, che diede un contributo minimo. Andronico realizzò una nuova edizione delle opere di Aristotele e Teofrasto, che sembra costituire la base delle versioni moderne la cui preservazione è in molti casi dovuta a quest'autore.

## Opere
Il metodo che egli seguì nel suo lavoro di curatore del Corpus Aristotelicum consistette non solo nel rendere i testi intellegibili, ma anche di raggrupparli a seconda del loro contenuto. Da questa sistemazione degli scritti aristotelici, ad esempio, deriva il termine metafisica (in greco antico μετά τα Φυσικά, "metá ta Physiká") poiché le opere che speculavano sull'essenza della realtà vennero collocate dopo (in greco μετά, "metà") «le trattazioni concernenti la natura» (τὰ ϕυσικά). Il prefisso "metà" con il significato di "al di là, sopra, oltre" ha finito proprio per questa ragione per sostituire, nel senso comune e nelle lingue europee occidentali, l'originario significato di successione con quello di trascendenza (es. nelle parole metanarrativo, metateatro')'.
Prima di tale pubblicazione, i dialoghi di Aristotele erano ben noti, ma i suoi trattati erano praticamente sconosciuti.
Allo stesso Andronico, probabilmente, si deve il titolo di Organon dato al raggruppamento di tutte le opere aristoteliche che trattano di logica, intendendo che questa disciplina dovesse essere lo "strumento" (ὄργανον, organon) principe per avviare allo studio della filosofia.
Due trattati vengono erroneamente attribuiti ad Andronico: uno è il Trattato sulle emozioni e l'altro è un commentario sull'Etica Nicomachea di Aristotele (scritto in realtà da Costantino Paleocapa nel XVI secolo, oppure da Giovanni Callisto di Tessalonica).